# Kóki Jonekura
Kóki Jonekura (* 17. květen 1988) je japonský fotbalista.

## Klubová kariéra
Hrával za JEF United Chiba, Gamba Osaka.

## Reprezentační kariéra
Kóki Jonekura odehrál za japonský národní tým v roce 2015 celkem 2 reprezentační utkání.

## Statistiky
| Japonsko | Japonsko | Japonsko |
| Roky     | Záp.     | Góly     |
| -------- | -------- | -------- |
| 2015     | 2        | 0        |
| Celkem   | 2        | 0        |